# 李昊石事件
李昊石事件是指2023年5月13日，中国笑果文化旗下艺人李昊石（艺名：HOUSE）在脱口秀表演中的内容，被指涉嫌贬损中国人民解放军引发争议。事件被北京市公安局立案调查，笑果文化被行政处罚超1000万元人民币，暂停多地线下演出，中国线下脱口秀等表演亦受影响。

## 背景
2013年3月11日，中共中央总书记、中共中央军委主席习近平在第十二届全国人民代表大会第一次会议解放军代表团全体会议上发表讲话指出，“建设一支听党指挥、能打胜仗、作风优良的人民军队，是党在新形势下的强军目标。听党指挥是灵魂，决定军队建设的政治方向；能打胜仗是核心，反映军队的根本职能和军队建设的根本指向；作风优良是保证，关系军队的性质、宗旨、本色。”此后，“听党指挥、能打胜仗，作风优良”成为中国人民解放军的口号。
上海笑果文化传媒有限公司是一家於2014年5月成立的艺人经纪公司和單口喜剧俱乐部。事件发生时，李昊石是上海笑果文化传媒有限公司的旗下艺人。
在電影《上甘嶺》中一橋段，中國人民志願軍在朝鮮戰爭槍林彈雨的緊張氣氛下抓捕松鼠作樂。

## 事件经过
2023年5月13日，笑果文化旗下艺人李昊石（艺名：HOUSE）在演出中讲，自己領養了2條野狗，它們在追松鼠時的表现讓他想到8個字“作風優良，能打勝仗”。微博用户“不愿透露姓名的曼联球迷天某”当晚将此言论在新浪微博上曝光，引发舆论关注及广泛批评。
5月15日，笑果文化发布声明表示，演出中出现不恰当的比喻，引发观众争议，已在演出后嚴肅批評涉事演員，並無限期停止其後續演藝工作。李昊石亦發文道歉，当晚其新浪微博帳號因“违反相关法律法规”被禁言。同日，有网友曝光了涉事演出现场录音。事件最初曝光者遭遇网络暴力及人肉搜索，个人信息被发布到互联网。极目新闻称，有自称笑果文化编剧的人员对记者称，演出内容会经公司审核并向相关部门报备，涉事争议内容不在预先审核的文本中。

## 官方调查
2023年5月15日，北京市文化執法總隊和上海文旅部门对该事件展开调查工作。5月17日，北京市文化和旅游局发布通告，表示笑果文化及其演员李昊石篡改演出申报内容，在5月13日下午、晚上连续两场演出中出现严重侮辱人民军队的情节，造成恶劣社会影响，决定对笑果文化罚款1335万余元人民币，警告、没收违法所得132萬余元人民币，并无限期暂停笑果文化在京所有演出活动。同日，上海市文化和旅游局约谈、训诫笑果负责人，令其从即日起暂停在上海的全部演出。在中国大陆文旅部门的处罚结果宣告后，笑果文化表示即刻解除与李昊石合同，对公司高管和业务团队进行留职察看、降薪等处分；暂停所有线下演出，进行全面整顿学习。
2023年5月17日，中国演出行业协会经评议后决定对李昊石的行为进行严厉申斥，要求会员单位对李进行从业抵制。当天晚上，北京市公安局朝阳分局通报称，已对此事立案调查。
2023年6月13日，北京市文化市场综合执法总队网站显示，上海笑兴文化传媒有限公司因“擅自从事营业性演出经营活动”被北京市文化和旅游局罚款7万元。笑果文化工作人员表示，自5月17日接到北京市文化和旅游局的处罚后，笑果文化已暂停线下演出。实际上是此次事件对不同主体的处罚，并非网络所流传的擅自恢复演出。
2023年6月15日，北京市文化市场综合执法总队网站显示，涉事演出场所中日青年交流中心有限公司世纪剧院被北京市文旅局罚款10万元，处罚事由为演出场所经营单位、演出举办单位发现营业性演出有禁止情形未采取措施予以制止并同时向文化主管部门、公安部门报告。

## 后续及影响
在李昊石被立案侦查后，许多网民翻出来了中国政法大学刑事司法学院教授罗翔曾经在吐槽大会的表演，其中罗翔所说的“毕竟脱口秀也不是法外之地”被众人认为是一语成谶的“预言”。
受事件影响，中国大陆多家脱口秀团体取消原定的部分演出。日本僧侶音樂人藥師寺寬邦、台灣椅子樂團等在中国大陆的原定演出也突因政策原因被取消，被外界怀疑与李昊石事件相关。
5月16日，大连警方就网民“花花花未央HWY”在新浪微博的李昊石事件相关话题中发表涉及侮辱军人的评论，处以行政拘留处罚。新浪微博将其账号永久禁言。
5月18日，中新财经发现受事件影响，大麦网及笑果文化小程序中已无笑果的任何演出门票销售。
5月19日，华人文化集团及华人文化产业投资基金发表声明，表示已于2021年6月完全退出笑果文化（2017年4月领投），不再持有任何股份且无业务关联，其与传言所称Raine基金无权属关系，与传言中的美方人士无业务往来。

## 相关评论
- 胡锡进于2023年5月15日晚发微博表示，涉事演员及笑果文化应做出反省，但希望公众给他们改进机会，不要立即永久封杀涉事演员。[31]16日再发文称“军队的荣誉受到挑战了吗？我觉得没有。”17日官方定调并重罚笑果公司后，胡锡进改口为支持严肃查处，触犯底线就要付出沉重代价。[32]

- 中国人民解放军西部战区陆军官方账号于5月15日发表评论文章《如此“脱口秀”，子弟兵很生气！》，称“此事件中所谓的脱口秀演员，其哗众取宠、卑劣粗鄙、恬不知耻的行为，活生生向世人演绎了一出当代“跳梁小丑”的丑剧。其行径就如狸狌一般，内心灰暗而抵触光亮，自以为是而毫无敬惧，一边阴险谋利一边疯狂作死。好在群众的态度是鲜明的，在各大网络平台上，广大网友对该脱口秀演员的言论坚决抵制。该演员也如过街老鼠一般，在网上被人人喊打。”[33]
- 中國時事評論人士畢鑫表示，中國多地文化監管部門取消脫口秀等演出，是當局對文化娛樂領域實施的一項強制措施[24]。
- 《新京报》調查部記者楊雪表示，“軍隊就不能開玩笑了嗎？”、“如果開玩笑就給開死了，那也太脆弱了”，并评价中國“現在是超敏感體質，到處是G点，不知道啥時候就碰到了”[27]。

## 专题报道
- 百度跟进 —— 脱口秀演员House演出玩梗引争议 （页面存档备份，存于）